# Caguas
Caguas es un municipio autónomo dentro de la región centro oriental del Estado Libre Asociado de Puerto Rico. El pueblo es conocido por "La Aldea de Caguas". Por el norte limita con San Juan y Trujillo Alto; por el sur con Cayey y San Lorenzo; por el este con Gurabo y San Lorenzo; y por el oeste con Aguas Buenas, Cidra y Cayey.
Apodada como «El Valle del Turabo», «El Nuevo País» y «La Ciudad Criolla», a sus residentes, se los conoce como «cagüeños» o «criollos». En 2010, el negociado del censo de los Estados Unidos estimó su población en 142.893 habitantes.
El municipio de Caguas está organizado, territorialmente, en 10 barrios más el Caguas Pueblo, el centro administrativo y principal pueblo del municipio.

## Historia
Se fundó el 1 de enero de 1775, en el 1820 recibe el título de Villa y para el 1894 recibe el título de ciudad. Fue originalmente llamada San Sebastián del Piñal de Caguax, su nombre se origina de "Caguax", cacique taíno del valle que ocupó la región que cubre esta ciudad de 58.6 millas cuadradas.
Alrededor de 1626 todo el valle de Caguas fue otorgado como hato, en usufructo para la cría de ganado, por real cédula, a Sebastián Delgado de Rivera. El enorme territorio abarcaba los actuales municipios de Caguas, Las Piedras, Gurabo, parte de San Lorenzo, Juncos y Aguas Buenas. Delgado estableció su residencia en el lugar llamado El Barrero; en ese sitio se encontraba el barro de mejor calidad para alfarería. Está situado en la margen derecha del río Cagüitas. Allí se erigió la ermita de San Sebastián del Barrero.
En 1729 se edificó una iglesia en el sitio llamado Hatillo del Piñal, en una loma, y se colocó bajo la advocación del Dulce Nombre de Jesús del Piñal, en donde actualmente se encuentra Gurabo. Este lugar pasó a ser el centro poblado más importante del valle de Caguas. Contaba con una Casa del Rey, casa del cura, cárcel, corral, gallera y tienda mixta. Como en otros lugares, los vecinos vivían en sus haciendas, y sólo venían al pueblo los domingos y días festivos.
Hacia estos años se inició una migración de vecinos hacia el este, que había estado casi totalmente despoblado desde los días de los ataques caribes. En donde actualmente se encuentra Las Piedras se erigió una ermita dedicada a Nuestra Señora de la Concepción; más al este, en lo que es hoy Humacao, la del Dulce Nombre de Jesús de Humacao; en lo que es hoy San Lorenzo, la de Nuestra Señora de las Mercedes y del Arcángel San Miguel de Hato Grande. Cuando tuvo lugar la visita del obispo Juan Alejo de Arizmendi a Hato Grande encontró que habían cambiado la advocación de esta iglesia a San Lorenzo. Se decía que este había aparecido por el río, aunque según el obispo el cambio "se debió a antojo y voluntariedad del cura auxiliar".
El 12 de septiembre de 1738 la ermita del Piñal fue derribada por el huracán San Leoncio. Fue reconstruida, pero por estar en lugar muy expuesto a los vientos, fue derribada dos veces más, en 1766 y en 1772. Después de este último año fue abandonada.
En 1775 los vecinos dieron poder al capitán poblador Rafael Delgado para que a sus nombres solicitara del Gobernador Miguel de Muesas autorización para poblar en Caguas. Este aprobó esa solicitud. Poco después se constituyó el pueblo con cinco casas.
Hacia mediados del 1800 pasado la economía se basaba en la agricultura de subsistencia. Existían algunas haciendas, pocas y pequeñas, unas de azúcar y otras de café; se producía algún melado y se destilaba aguardiente. En 1855 la epidemia de cólera morbo que atacó la isla fue especialmente severa en Caguas. Días hubo en que los vecinos no podían recoger los cadáveres. Tal fue la mortandad que el cementerio de Nuestra Señora de Monserrate fue clausurado y se hizo necesario habilitar uno nuevo.
En 1898, cuando el municipio tenía ya más de 17,000 habitantes, la población aún carecía de calles pavimentadas, aceras, acueducto y alcantarillado. Muchas de las viviendas eran bohíos. Las calles se alumbraban con faroles de petróleo. El 5 de octubre de dicho año, a las dos pasado meridiano las tropas de Estados Unidos mandadas por el Capitán Fred W. French tomaron posesión del pueblo. Se izó la bandera norteamericana. El alcalde y los concejales continuaron al frente del gobierno municipal, aunque poco después los peninsulares fueron sustituidos por nativos. Pocos años después inició la construcción en Caguas, comenzando con la urbanización El Verde, construida o fundada en 1935, seguido por la urbanización Villa Turabo construida o fundada en 1938; seguido por la urbanización Villa Blanca (esto esta erróneo completamente) se fundado o construida en 1957.Luego de esto se fundó Savarona en 1912 (esta es la primera en construirse por Don Pablo Herter) y luego Villa del rey 1 Turabo Gardens 1,2,3,4,5 luego Villa del rey 2,3,4,5 y Ect hasta llegar a ser lo que hoy conocemos como Caguas el valle del turabo.
En la década de los 70, la ciudad fue dirigida por el alcaldes Ángel O. Berríos y Miguel Hernández. Desde el 1997, y hasta su muerte el 4 de junio de 2010, la poltrona de la ciudad la ocupó el fenecido alcalde William Miranda Marín; promotor principal reconocido de un ambicioso proyecto de revitalización y crecimiento de la ciudad. Debido al deceso previo a la culminación de su mandato, el cargo lo asumió su hijo William Miranda Torres, convirtiéndose este en el actual alcalde de la ciudad criolla, y siendo inaugurado su mandato el 10 de septiembre de 2010. Tanto Berríos como Miranda Marín y el actual alcalde Miranda Torres, son todos miembros del Partido Popular Democrático, institución que ha dominado las elecciones de pueblo por más de 25 años.

## Barrios
- Caguas Pueblo
- Bairoa
- Bairoa la 25
- Beatriz
- Borinquen
- Cañabón
- Cañaboncito
- Río Cañas
- San Antonio
- San Salvador
- Tomás de Castro
- Turabo

## Geografía
Su relieve es llano en el amplio valle de Caguas, también llamado del Turabo, que está hacia el centro de su territorio, pero por el sur contiene estribaciones de la sierra de Cayey, como el cerro Lucero, en el barrio San Salvador, de 700 metros (2296 pies) de altura. Otras elevaciones de menos importancia son los Altos de la Mesa, de 369 metros (1210 pies) y los Altos de San Luis, de unos 270 metros (886 pies), ambos en el barrio Bairoa, los primeros al oeste y los segundos al este.
El río Grande de Loíza, el más caudaloso de Puerto Rico, le sirve de límite este con el municipio de Gurabo. Los afluentes y subafluentes del mismo que riegan a Caguas son: los ríos Turabo, Cagüitas, Cañaboncito, Bairoa y Cañas, y las quebradas Arenas, El Cangle, Janer, Las Bambúas, Maracay, Morena, Naranjito, Beatriz, Sonadora, de las Quebradillas, del Horno y Algarrobo. El lago o embalse Carraízo, situado en la cuenca del río Grande de Loíza, se extiende entre los municipios de Caguas, Gurabo y Trujillo Alto; en este último se describe. La quebrada Prieta, que nace en Cañaboncito, pertenece a la cuenca del río Bayamón. Todas estas corrientes de agua corren por la vertiente Norte o del Atlántico.
En Caguas son importantes los depósitos de mármol y de caolín (arcilla blanca); estos últimos se encuentran tanto en el barrio Beatriz de Caguas como en el de Cayey. Además, en este municipio hay pequeñas existencias de cobre.

## Clima
Caguas posee un clima tropical de sabana (Clasificación climática de Köppen: Aw) caracterizado por inviernos cálidos y veranos muy cálidos, con precipitaciones irregulares y abundantes durante el año; aunque minimizadas en el invierno. 
| Parámetros climáticos promedio de Caguas (Temperaturas medias y extremas: 1948-2010) | Parámetros climáticos promedio de Caguas (Temperaturas medias y extremas: 1948-2010) | Parámetros climáticos promedio de Caguas (Temperaturas medias y extremas: 1948-2010) | Parámetros climáticos promedio de Caguas (Temperaturas medias y extremas: 1948-2010) | Parámetros climáticos promedio de Caguas (Temperaturas medias y extremas: 1948-2010) | Parámetros climáticos promedio de Caguas (Temperaturas medias y extremas: 1948-2010) | Parámetros climáticos promedio de Caguas (Temperaturas medias y extremas: 1948-2010) | Parámetros climáticos promedio de Caguas (Temperaturas medias y extremas: 1948-2010) | Parámetros climáticos promedio de Caguas (Temperaturas medias y extremas: 1948-2010) | Parámetros climáticos promedio de Caguas (Temperaturas medias y extremas: 1948-2010) | Parámetros climáticos promedio de Caguas (Temperaturas medias y extremas: 1948-2010) | Parámetros climáticos promedio de Caguas (Temperaturas medias y extremas: 1948-2010) | Parámetros climáticos promedio de Caguas (Temperaturas medias y extremas: 1948-2010) | Parámetros climáticos promedio de Caguas (Temperaturas medias y extremas: 1948-2010) |
| Mes                                                                                  | Ene.                                                                                 | Feb.                                                                                 | Mar.                                                                                 | Abr.                                                                                 | May.                                                                                 | Jun.                                                                                 | Jul.                                                                                 | Ago.                                                                                 | Sep.                                                                                 | Oct.                                                                                 | Nov.                                                                                 | Dic.                                                                                 | Anual                                                                                |
| ------------------------------------------------------------------------------------ | ------------------------------------------------------------------------------------ | ------------------------------------------------------------------------------------ | ------------------------------------------------------------------------------------ | ------------------------------------------------------------------------------------ | ------------------------------------------------------------------------------------ | ------------------------------------------------------------------------------------ | ------------------------------------------------------------------------------------ | ------------------------------------------------------------------------------------ | ------------------------------------------------------------------------------------ | ------------------------------------------------------------------------------------ | ------------------------------------------------------------------------------------ | ------------------------------------------------------------------------------------ | ------------------------------------------------------------------------------------ |
| Temp. máx. abs. (°C)                                                                 | 33.3                                                                                 | 33.9                                                                                 | 35                                                                                   | 35                                                                                   | 36.1                                                                                 | 37.2                                                                                 | 37.2                                                                                 | 36.7                                                                                 | 38.3                                                                                 | 37.2                                                                                 | 35                                                                                   | 35                                                                                   | 38.3                                                                                 |
| Temp. máx. media (°C)                                                                | 26.3                                                                                 | 27.2                                                                                 | 30.2                                                                                 | 31.2                                                                                 | 31.9                                                                                 | 32.5                                                                                 | 32.6                                                                                 | 32.8                                                                                 | 32.8                                                                                 | 32.2                                                                                 | 30.8                                                                                 | 29.4                                                                                 | 30.8                                                                                 |
| Temp. media (°C)                                                                     | 21.6                                                                                 | 21.7                                                                                 | 23.5                                                                                 | 25.1                                                                                 | 26.4                                                                                 | 27.4                                                                                 | 28.2                                                                                 | 28.1                                                                                 | 28.2                                                                                 | 27.6                                                                                 | 25.6                                                                                 | 24.1                                                                                 | 25.6                                                                                 |
| Temp. mín. media (°C)                                                                | 16.9                                                                                 | 16.2                                                                                 | 16.8                                                                                 | 18.9                                                                                 | 21                                                                                   | 22.4                                                                                 | 23.7                                                                                 | 23.3                                                                                 | 23.7                                                                                 | 22.9                                                                                 | 20.4                                                                                 | 18.8                                                                                 | 20.4                                                                                 |
| Temp. mín. abs. (°C)                                                                 | 10                                                                                   | 10                                                                                   | 9.4                                                                                  | 13.3                                                                                 | 16.7                                                                                 | 18.3                                                                                 | 18.9                                                                                 | 19.4                                                                                 | 18.9                                                                                 | 17.8                                                                                 | 15                                                                                   | 13.9                                                                                 | 9.4                                                                                  |
| Lluvias (mm)                                                                         | 77.5                                                                                 | 68.1                                                                                 | 35.3                                                                                 | 109.7                                                                                | 265.7                                                                                | 107.2                                                                                | 87.9                                                                                 | 127.8                                                                                | 247.4                                                                                | 180.8                                                                                | 199.9                                                                                | 106.7                                                                                | 1511.8                                                                               |
| Nevadas (cm)                                                                         | 0                                                                                    | 0                                                                                    | 0                                                                                    | 0                                                                                    | 0                                                                                    | 0                                                                                    | 0                                                                                    | 0                                                                                    | 0                                                                                    | 0                                                                                    | 0                                                                                    | 0                                                                                    | 0                                                                                    |
| Días de lluvias (≥ 0.10)                                                             | 9                                                                                    | 7                                                                                    | 6                                                                                    | 12                                                                                   | 18                                                                                   | 11                                                                                   | 8                                                                                    | 10                                                                                   | 14                                                                                   | 10                                                                                   | 18                                                                                   | 9                                                                                    | 100                                                                                  |
| Fuente: Southeast Regional Climate Center                                            |                                                                                      |                                                                                      |                                                                                      |                                                                                      |                                                                                      |                                                                                      |                                                                                      |                                                                                      |                                                                                      |                                                                                      |                                                                                      |                                                                                      |                                                                                      |

## Símbolos

### Bandera
Los colores representativos son azul y oro. La cruz representa a la cruz de San Sebastián, debido a que fue la primera aldea cristiana que se estableció en la Valle de Caguas junto a la ermita de San Sebastián del Barrero. Se le llamó del Barrero por la excelente calidad de la arcilla que allí se encontraba. Esta bandera fue adoptada durante la incumbencia del alcalde Ángel Rivera Rodríguez, en el año 1960.

### Escudo
Para el escudo se han escogido los esmaltes azul y oro, distintivos de la ciudad de Caguas. Las figuras simbolizan la antigüedad y los orígenes indígenas y cristianos esta ciudad.
La corona representa al Cacique Caguax, Monarca del Valle del Turabo, a la llegada de los conquistadores españoles, además de simbolizar la aldea india, sede del cacique cuyo nombre perpetúa la ciudad.
Las flechas, armas ofensivas de nuestros indios, puestas en aspas o cruz de San Andrés, recuerdan la conversión al cristianismo del cacique Caguax. Las piñas simbolizan la aldea del Dulce Nombre de Jesús del Piñal.
También se encuentra en Caguas La Casa Rosada ubicada en la calle Intendente Ramírez #14 en el centro del pueblo de Caguas. Esta casa ha tenido varios usos desde residencia en sus principios hasta museo hoy día. En esta casa vivió Charlie Rodríguez el cual es candidato de canonización. En este lugar también dio clases dominicales de la Iglesia Bautista el padre de Don Abelardo Díaz Alfaro, Don Abelardo Díaz Morales.
La Casa Alcaldía ubicada en la calle Muñoz Rivera, frente a la plaza Palmer. Antiguamente se le conocía como la Casa del Rey. Su arquitectura es original desde 1887, pero su interior ha variado durante los años. En el interior actualmente podemos encontrar algunas oficinas como; Relaciones Públicas, Asamblea municipal, Oficina del Alcalde entre otras. También en su interior podemos encontrar la cisterna, ésta es un recuerdo de los días de ayer en que se suplía el agua potable mediante este sistema. Actualmente corre agua de manantial por debajo de dicha cisterna. Sus paredes son todas de ladrillos, por lo que el agua que se acumulaba era potable, ya que los ladrillos servían de filtro.
La Casa del Ajedrez, está localizada en la avenida Luis Muñoz Marín y actualmente es un lugar de escape para todos aquellos aficionados a dicho juego, se ofrecen talleres sobre el mismo y hay una diversidad de mesas para este juego y computadoras también.
Recientemente se restauraron las 60 cuerdas del antiguo ingenio azucarero Hacienda San José. Ahí se estableció el jardín botánico y cultural de Caguas localizado en el barrio Cañabón. El jardín atrae a personas de todas partes de la isla a Caguas. Este contiene varias arboledas, huertos, entre otros. Allí se proveen recorridos educativos, hermosos senderos, publicaciones y actividades especiales. Este es un bello lugar para ir y tener una sana diversión y aprendizaje.

## Deportes
El equipo de béisbol, los Criollos de Caguas ha ganado 16 títulos nacionales (récord en Puerto Rico) y 4 títulos de las Series mundiales del Caribe (1954, 1974, 1987,2017). EL equipo es miembro de la Liga de Béisbol Profesional de Puerto Rico. Tres de los primeros cinco puertorriqueños que jugaron en el Béisbol de Grandes Ligas en los Estados Unidos jugaron en con los Criollos de Caguas en algún momento de sus carreras, (Luis Rodríguez Olmo, Victor Pellot Power, Roberto Clemente).
EL equipo de baloncesto de Caguas, los Criollos, fue fundado en el 1968 por el Dr. Héctor "Tato" Dávila y el Lcdo. Libertario Pérez Rodríguez, no han disfrutado los mismos triunfos que el equipo municipal de Béisbol, pero a principios de esta década mostraron mucho progreso alcanzando los playoffs nacionales varias veces. El equipo es miembro de la Liga de Baloncesto Superior de Puerto Rico, conocida como Baloncesto Superior Nacional. En el 2006, el equipo ganó su primer campeonato nacional, derrotando a los Cangrejeros de Santurce en cinco juegos.
Caguas cuenta con el Bairoa Gym, uno de los gimnasios de boxeo más importantes de Puerto Rico y lugar donde muchos de los boxeadores campeones de la isla han entrenado; tales como: Miguel Cotto, su hermano José Miguel, Alberto Mercado, Juan Carazo, Héctor Camacho, Alfredo Escalera entre otros.
El equipo municipal de voleibol femenino, Las Criollas de Caguas, ha ganado 10 campeonatos de la Liga De Voleibol Superior Femenino, y ha sido subcampeón en más de una docena de ocasiones.
El Club Gimnástico Criollo (CGC) es una entidad educativa y recreativa sin fines de lucro comprometida en la fomentación y desarrollo del deporte de la Gimnasia para la juventud cagüeña y de pueblos limítrofes. El club se fundó en el año 1989 y esta afiliados a la Federación Puertorriqueña de Gimnasia (FPG). El Club actualmente tiene sobre 200 atletas en niveles baby gym, recreativo y competitivo. A nivel competitivo ha participado en competencias nacionales e internacionales para orgullo de nuestro pueblo. Del Club han sido seleccionados por la FPG para integrar el equipo nacional de gimnasia masculina a los “Golden Boys” Luis Rivera y Reinaldo Oquendo.